# Asteroide tipo S

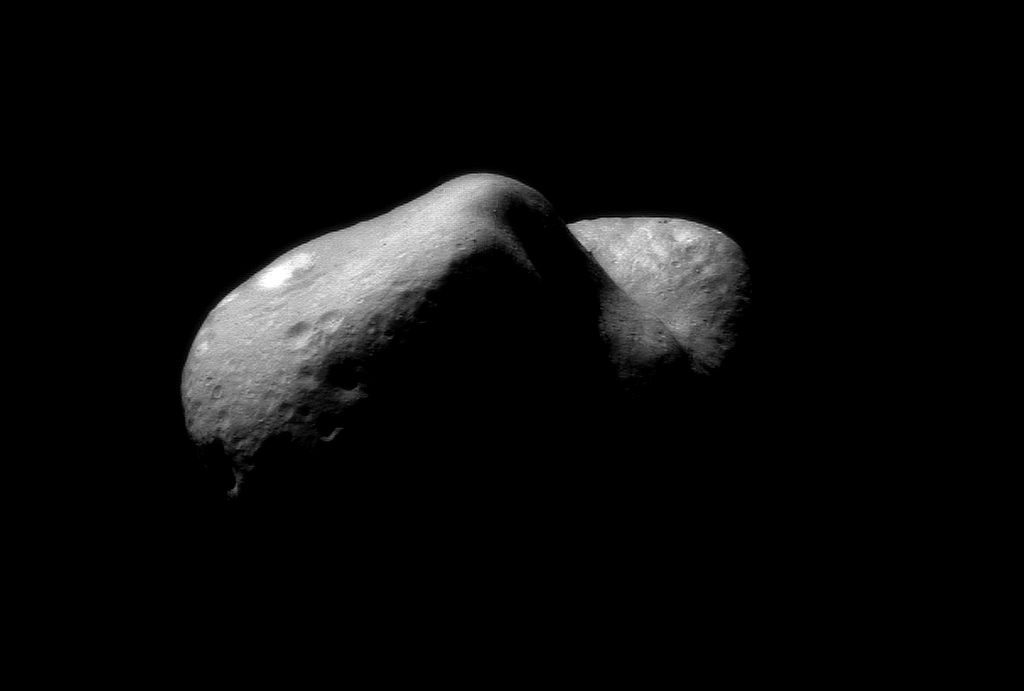
O 433 Eros é um asteroide tipo S com dimensões de aproximadamente 11 x 11 x 34 quilômetros.

Asteroides tipo S são compostos de sílica (rochas), como induz o seu nome. Aproximadamente 17% dos asteroides são deste tipo, tornando-os o segundo tipo de asteroides mais comuns, depois do asteroide tipo C.

## Características
Os asteroides do tipo S são moderadamente brilhantes (com albedo entre 0,10 até 0,22) e são constituídos de uma mistura metálica de níquel-ferro ou de uma mistura de ferro e magnésio-silicatos.
Eles dominam o interior do Cinturão de Asteroides dentro de 2,2 UA, comuns na faixa central, na distância inferior a 3 UA, mas raros além deste valor.